# اصلاح مالیات زمین (ژاپن ۱۸۷۳)
اصلاح مالیات زمین (به ژاپنی: 地租改正 chisokaisei) در ششمین سال امپراتوری امپراتور میجی در سال ۱۸۷۳ توسط دولت میجی آغاز شد. این یک بازسازی بزرگ مالیات بر ارزش زمین بود و حق مالکیت خصوصی زمین در ژاپن را برای اولین بار به وجود آورد.

## نظام پیشین مالیات زمین
نظام پیشین مالیات بر ارزش زمین هنگام اصلاحات تایکا در سال ۶۴۵ میلادی همراه با اقتباس نظام قضایی چین موسوم به قوانین ریتسوریو (律令国家 ریتسوریوکوکا) توسط حکومت ژاپن شکل گرفت. نظام مالیاتی پیشین تقلیدی از نظام مالیاتی مبتنی بر بیگاری موسوم به نظام سویوچو (租庸調 سویوچو) بود که در در دوران دودمان تانگ رواج داشت. در این نظام مالیات به شکل برنج و سایر محصولات کشاورزی پرداخت می‌شد و نرخ آن با استفاده از روش نقشه‌برداری زمین که توسط تویوتومی هیده‌یوشی ابداع شده بود انجام می‌گرفت. بر این اساس هر ساله مالیاتی بر میزان برداشت یک قطعه زمین وضع می‌شد. نام کشاورز اصلی در سند نقشهٔ زمین ثبت می‌گردید و او را متعهد به پرداخت مالیات زمین می‌دانستند. همچنین در قالب نظام موراکه همهٔ مالیات یک روستا تجمیع شده و آن روستا را موظف به پرداخت مالیات می‌دانستند.

## اعلام اصلاحات
حکومت میجی اصلاح نظام مالیاتی زمین را در سال ۱۸۷۳ (۱۲۵۲ خورشیدی) (به عنوان بخشی از احکام میجی دایجوکان (太政官布告 دایجوکان فوکوکو) اعلام کرد. تلاش برای پیاده‌سازی این نظام در سال بعد آغاز شد.
حکومت در ابتدا به کشاورزان اعلام کرد خودشان اقدام به مساحی قطعات زمین‌های خود کرده و پس از محاسبهٔ مالیات، نتیجه را به مقامات مالیاتی محل تحویل دهند. اما بودجهٔ ۱۸۷۴ نشان داد که بسیاری از کشاورزان یادشده صداقت نداشته‌اند و مبلغ به‌دست آمده نسبت به رقم مورد انتظار بسیار کمتر است.
در عوض دولت در سال ۱۸۷۵ اقدام به تشکیل ادارهٔ اصلاح مالیات زمین کرد و تلاش نمود با بکارگیری زور نظام جدید مالیاتی را مستقر نماید. ادارهٔ جدید برای همهٔ زیرمجموعه‌های خود در حوزه‌های مالیاتی مختلف عددی را مشخص کرد و دستور داد به همان میزان مالیات جمع‌آوری کنند. در صورتی که عدد اعلام‌شده توسط کشاورزان کمتر از میزان مشخص‌شده توسط دولت بود این اداره به‌زور آن را تغییر می‌داد. این مسأله باعث خشم گستردهٔ کشاورزان و بروز چندین شورش وسیع در سطح کشور شد. دولت در ژانویه ۱۸۷۷ به منظور جلب نظر مجدد همگان به مالیات بر ارزش زمین، نرخ آن را از ۳٪ به ۲٫۵٪ کاهش داد.
وضعیت خشونت‌آمیز ادارهٔ مالیات تا سال ۱۸۷۸ ادامه یافت اما هنگامی که مشخص شد مالیات‌های جمع‌آوری‌شده مبلغ پیش‌بینی‌شده توسط دولت را تأمین می‌کنند، سخت‌گیری‌های قانونی به تدریج کاهش یافت. در نهایت این اصلاحات در سال ۱۸۸۰ یعنی هفت سال پس از آغاز طرح به طور کامل به اهداف خود رسید.

## تغییرات نسبت به دوره پیش
همانطور که در بالا گفته شد پرداخت مالیات تا پایان دوره ادو با تحویل برنج و سایر محصولات انجام می‌شد و کشاورز اصلی به عنوان مؤدی مالیاتی در نظر گرفته می‌شد. این مالیات ثبات لازم را نداشت چون رقم‌ها در مناطق مختلف متفاوت بود. نظام مالیاتی جدید باعث شد یک سیستم یکپارچه به وجود آید که در آن صاحبان زمین مبلغی را بسته به ارزش زمین و به صورت نقد به دولت پرداخت می‌کردند.
مهم‌ترین تغییرات از این قرار بودند:
- مالیات بر پایهٔ نسبت ارزش نقدی زمین و توان زراعیِ بالقوهٔ آن حساب می‌شد و از آن به بعد میزان برداشت در نظر گرفته نمی‌شد.
- نقدی شدن مالیات به جای گرفتن محصول
- یکپارچه شدن نرخ مالیاتی بر اساس ۳٪ که نسبت به نظام پیشین کاهش نشان می‌داد.
- به جای آنکه کشاورز مؤدی مالیاتی باشد، صاحب زمین بر اساس اسناد جدید مؤدی در نظر گرفته می‌شد.
- این نظام در تمام ژاپن یکسان اجرا شد.

## تأثیرات اصلاحات

### ثبات در درآمد مالیاتی
با اعمال این مالیات بر ارزش زمین‌ها، دولت از دریافت مبلغ مشخصی در پایان هر سال اطمینان حاصل کند. این مبلغ دیگر بر اساس میزان برداشت محصول نوسان نداشت. در واقع خطر نوسان برداشت محصول از دولت به کشاورز منتقل شد.
اصلاح نظام مالیاتی زندگی را برای کشاورزان و شکارچیان در زمین‌های غیرکشاورزی سخت‌تر کرد و باعث شد چندین مورد شورش علیه حکومت میجی انجام شود که در آن میان می‌توان به قیام ایسه (伊勢暴動 ایسه بودو) و ماکابه (真壁暴動 ماکابه بودو) اشاره کرد. عصبانیت مردم به ایجاد جنبش آزادی و حقوق مردم (自由民権運動 جیومینکِن‌اوندو) کمک کرد. دولت میجی در سال ۱۸۷۷ مجبور شد از ترس بروز قیام‌های دیگر نرخ مالیات زمین را به ۲٫۵٪ کاهش دهد.

### مالکیت خصوصی بر زمین
با وضع این مالیات اسناد مالکیت زمین برای اولین بار به‌نام صاحبان آن‌ها صادر شد. پیش از آن نوعی مالکیت اشتراکی بر اساس قوانین زمین عمومی شهروند عمومی (公地公民制 کوچیکومینسِی) وجود داشت که تحت آن تنها مالک همهٔ زمین‌ها امپراتور ژاپن بود و کشاورزان آزاد فقط می‌توانستند آن‌ها را از اربابان فئودال اجاره کنند. اربابان مذکور نیز به نوبهٔ خود این زمین‌ها را از امپراتور اجاره می‌کردند. وضع مالیات جدید باعث شد نظام باستانی یادشده از بین برود و صاحبان جدید زمین‌ها می‌توانستند ملک خود را به عنوان یک دارایی مالی در سرمایه‌گذاری‌هایشان به وثیقه بگذارند یا استفاده‌های دیگر کنند. این قانون نخستین گام برای حرکت ژاپن به سمت سرمایه‌داری بود. از این حیث می‌توان آن را با قانون کوویا امپتورس در انگلستان (و سپس کل قلمروی پادشاهی متحد بریتانیا) مقایسه کرد که چندین سده پیش اعلام شده بود.
پیش از تصویب اصلاحات مالیات بر زمین، منع یک‌جانبهٔ حکومت مبنی بر ممنوعیت معامله و فروش زمین‌های کشاورزی در سال ۱۸۷۲ ملغی اعلام شد. از سال ۱۸۷۳ مالکان زمین می‌توانستند از املاک خود را برای دریافت وام کشاورزی به وثیقه بگذارند.

### حق رأی
نظام قراردادهای فئودالی پیشین منسوخ شد چون صاحبان زمین از آن به بعد مسئول پرداخت مالیات شدند و اجازهٔ دخالت در سیاست پیدا کردند. بعدها هنگامی که دایت ملی تشکیل شد، بسیاری از زمین‌داران حق رأی در مجلس سفلی پیدا کردند؛ مجلسی که کرسی‌های آن متعلق به همین طبقهٔ زمین‌داران بود.

### بازرگانی و گردش پول
در نظام سابق محصول برنج و دیگر محصولات از هر تیول جمع‌آوری و توسط دلالان عمده‌فروش و از طریق انبارهای دایمیو در ادو و اوساکا فروخته و پخش می‌شد. اصلاحات جدید باعث شد تا کشاورزان شخصاً محصولات خود را مستقیماً به بازرگانان محلی فروخته و در قبال آن پول رایج دریافت کنند. این وضع اثر بزرگی بر بازرگانی ژاپن گذاشت.